# Ambouli Oued
Der Ambouli (Ambouli Oued) ist ein saisonal wasserführendes Gewässer in Dschibuti.

## Beschreibung
Er fließt in west-östlicher Richtung in die Stadt Dschibuti, biegt dort in nördliche Richtung ab und mündet mit einem 3 km breiten Delta in den Golf von Tadjoura. Er trennt die älteren Stadtteile von dem jüngeren Viertel Balbala. Der Flughafen Dschibuti-Ambouli hat seinen Namen von dem Fluss.
Das Einzugsgebiet des Ambouli umfasst etwa 600 km². An seinen Ufern wird in der Stadt Gartenbau betrieben. In der Regenzeit kann es zu Überschwemmungen kommen, bei denen zuletzt 2004 300 Menschen umkamen.